# Ханевал (округ)
Ханевал (урду ضِلع خانیوال‎, англ. Khanewal District) — один из 36 округов пакистанской провинции Пенджаб. Административный центр — город Ханевал.

## География
Площадь округа — 4 349 км². На севере граничит с округами Джанг и Тоба-Тек-Сингх, на северо-востоке — с округом Леях, на востоке — с округом Музаффаргарх, на юго-востоке — с округом Мултан, на юге — с округом Лодхран, на юго-западе — с округом Вихари, на западе — с округом Сахивал.

## Административно-территориальное деление
Округ делится на четыре техсила:
- Ханевал (англ.)
- Кабирвала
- Джаханиан
- Миан-Чанну

и 100 союзных территорий.

## Население
По данным переписи 1998 года, население округа составляло 2 068 490 человек, из которых мужчины составляли 51,85 %, женщины — соответственно 48,15 %. Уровень грамотности населения (от 10 лет и старше) составлял 39,9 %. Уровень урбанизации — 17,61 %. Средняя плотность населения — 475,6 чел./км².